# ثعابين (رتيبة)
الثعابين (الاسم العلمي: Serpentes) هي رتيبة من الزواحف تتبع الرتبة الحرشفيات من طائفة العظايا الحرشفية.

## التصنيف
- أحناش وأشباهها
  - الأفعويات
    - الأفعوات